# Fjellskålholmen
Fjellskålholmen est une île norvégienne du comté de Hordaland appartenant administrativement à Osterøy.

## Description
Rocheuse et couverte d'une légère végétation, à fleur d'eau, elle s'étend sur environ 178 m de longueur pour une largeur approximative de 121 m. 